# Rachel Bocher
Pour les articles homonymes, voir Bocher.
Rachel Bocher, née à Tunis, est une psychiatre française et présidente de l'Intersyndicat national des praticiens hospitaliers (INPH) depuis 1998. Elle est aussi conseillère municipale.

## Biographie

### Famille
Rachel Bocher, née Sitruk à Tunis, est la fille d'une enseignante et arrive à Nantes dans sa jeunesse. Elle est la petite nièce d'un ancien grand rabbin de France Joseph Sitruk.

### Carrière médicale
Rachel Bocher est psychiatre en milieu hospitalier depuis 1984 et dirige le service de psychiatrie du CHU de Nantes.

### Engagement syndical
Dans les années 1980, Rachel Bocher rejoint le syndicat des psychiatres d’exercice public (SPEP)et en devient présidente en 1996.
Elle préside l'Intersyndicat national des praticiens hospitaliers (INPH) depuis 1998. En janvier 2008, dans un contexte de grève des gardes des urgentistes et des anesthésistes-réanimateurs, elle est à la table des négociations avec la ministre de la santé Roselyne Bachelot pour avancer le paiement des heures supplémentaires et des jours de RTT. Fin 2008, elle juge l'annonce de mesures sécuritaires pour les patients de psychiatrie par Nicolas Sarkozy mal adaptée. En 2009, elle dénonce une approche comptable du projet de loi Hôpital, Patients, Santé, Territoires défendu par Roselyne Bachelot et appelle à sa contestation. Elle manifeste contre le projet.
En février 2018, elle alerte sur le manque de financement de l'hôpital public à l'approche d'une nouvelle réforme par le gouvernement. Elle rencontre Agnès Buzyn, ministre de la santé, en 2019 pour défendre l’exercice médical dans un l’hôpital en crise et pour sortir de la tarification à l'activité (T2A),. Elle demande un plan inter-ministériel pour relancer la situation de la psychiatrie en France en 2021 en préparation des Assises de la psychiatrie et de la santé mentale. En 2023, elle appelle le gouvernement à agir devant la situation de l’hôpital public.

### Engagement politique
Rachel Bocher est conseillère municipale puis adjointe au tourisme et à la francophonie au maire de Nantes, Jean-Marc Ayrault, depuis 2001.

## Hommage
En mai 2000, Rachel Bocher est chevalière de l'ordre national du mérite pour ses 21 ans de services civils.
Elle est décorée par Jean-Marc Ayrault, premier ministre, chevalière de la légion d'honneur en avril 2013 puis officière en 2022.